# Tropiocolotes algericus
Espèce
Synonymes
- Tropiocolotes tripolitanus algericus Loveridge, 1947

Tropiocolotes algericus est une espèce de geckos de la famille des Gekkonidae.

## Répartition
Cette espèce se rencontre en Algérie, au Maroc et en Mauritanie.

## Publication originale
- Loveridge, 1947 : Revision of the African lizards of the family Gekkondiae. Bulletin of the Museum of Comparative Zoology, vol. 98, n. 1, p. 1-469 (texte intégral).